# Estado estacionário
Estado estacionário é um termo que possui significados relacionados em diversos campos do conhecimento.

## Em economia
Estado estacionário está ligado ao ramo da economia que trata do desenvolvimento econômico.  O estado estacionário, teoria formulada por Robert Solow, Prêmio de Ciências Econômicas de 1987, é uma situação em economia na qual o investimento iguala a depreciação. Nesse estágio, aumentos do capital reduzem o consumo.

## Em física
Um sistema em um estado estacionário, (ou  regime permanente para a engenharia), tem numerosas propriedades que são inalteráveis no tempo. Isto implica que qualquer propriedade p do sistema, a derivada parcial em relação ao tempo é zero:
{\displaystyle {\frac {\partial p}{\partial t}}=0}

## Em cosmologia
Em cosmologia estado estacionário refere-se genericamente à teorizações obsoletas, especialmente devidas à Fred Hoyle e físicos relacionados, em especial a desenvolvida em 1948, chamada teoria do estado estacionário que propunha que o universo não mudava sua aparência, composição e densidade significativamente no tempo, permanentemente produzindo matéria, ainda que se expandisse, como observado já em 1929 por Edwin Hubble, e propunha apresentar-se como concorrente à popularmente chamada teoria do big bang.
Posteriormente foi modificado na teoria CEQE, cosmologia do estado quase estacionário, igualmente não recebendo grande atenção entre os cosmólogos.

## Em química
Em química e termodinâmica um estado de equilíbrio é uma situação em que todas as variáveis de estado são constantes, apesar dos processos em andamento que se esforçam para mudá-las. Para um sistema completo estar no estado estacionário, isto é, para todas as variáveis de estado de um sistema ser constante, deve-se haver um fluxo constante através do sistema (comparar com a balança de peso). Um dos exemplos mais simples que ilustra melhor o que é um sistema esta no estado de estacionário, é o caso de uma banheira com a torneira aberta, mas sem o bujão inferior, depois de um determinado período de tempo a água flui para dentro e para fora com a mesma velocidade, de modo que o nível de água (a variável de estado, o volume é constante.) e estabiliza o sistema em um estado de equilíbrio. É claro que o volume de estabilização dentro do tambor depende do tamanho do tubo, o diâmetro do orifício de saída e o caudal de água em. Desde a banheira pode atingir, eventualmente, um estado de equilíbrio, onde a água que flui se iguala ao fluxo de água que sai pelo dreno.
Um processo em estado estacionário, o processo requer condições em todos os pontos em que todas as variáveis em foco  permaneçam constantes, independentemente da variável tempo.

## Em fisiologia
Homeostase (do grego: ὅμοιος, homoios, "similar", e στάσις, estase, "parado") é a propriedade de um sistema, aberto ou fechado, que regula o seu ambiente interno e tende a manter uma condição estável, constante. Normalmente utilizado para se referir a um organismo vivo, o conceito veio de milieu intérieur, criado pelo Claude Bernard e publicado em 1865 vários mecanismos de ajustamento de equilíbrio e regulação dinâmica fazer homeostase possível.